# جواکیم رودریگز
جوکیم رودریگز (اسپانیایی: Joaquim Rodríguez‎؛ کاتالان: [ʒuəˈkim] زادهٔ ۱۲ مهٔ ۱۹۷۹) یک دوچرخه‌سوار اهل اسپانیا است.
از افتخارات وی میتوان به کسب مدال نقره مسابقات قهرمانی دوچرخه‌سواری جاده جهان ۲۰۱۳ و مدال برنز در سال ۲۰۰۹ اشاره کرد.